# Église Saint-Michel-de-Lillo d'Oviedo
L’Église San Miguel de Lillo est une église préromane du IXe siècle située près d'Oviedo en Espagne actuellement elle est consacrée à saint Michel. Elle est classée au patrimoine mondial de l'Unesco.

## Situation
Elle est située à trois kilomètres d'Oviedo, sur le versant sud du monte Naranco, à 373 m d’altitude. Ce site offre un point de vue sur Oviedo et, au loin, sur les pics d'Europe.
De style préroman asturien, elle est classée au Patrimoine mondial de l'Humanité en décembre 1985.
À moins de 200 mètres, on trouve l'église de Santa María del Naranco, qui faisait aussi partie de l'ensemble palatial.

## Histoire
L’église est construite vers 848, sous le roi Ramiro Ier (842-850), par maître Tioda, architecte, appelé « el maestro de Naranco », du nom de la colline.
Selon la Chronique d'Albelda, le monarque la fit probablement construire en même temps que son palais, lui conférant la fonction d’église palatine.
Elle était initialement consacrée à sainte Marie et saint Michel.
On constate en janvier 2009 que le bâtiment menace de s’écrouler à tout moment : l’importante humidité ambiante cause des détériorations quasiment irréparables de l'ensemble et surtout des peintures. En 2011, des travaux de restauration sont entrepris.

## Architecture

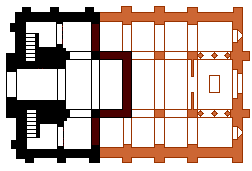
Le plan de l'édifice

À l’origine l’église adoptait un plan basilical à trois nefs duquel il ne subsiste qu’un tiers de nos jours car le bâtiment a été très dégradé à la fin du XIIIe siècle ou au début du XIVe siècle, à cause de problèmes liés à la nature du sol. N’ont été conservés que le vestibule et le début des trois nefs, où se trouve la tribune royale et deux petites chapelles de chaque côté.
Le couvrement est un système complexe de demi-voûtes en berceau. 
Les nefs sont séparées par des arcs qui reposent sur des colonnes, rendu inhabituel dans la mesure où dans l'art asturien c’est le pilier qui est utilisé comme support. Ces colonnes s'appuient sur de hautes bases carrées qui possèdent une décoration sculpturale qu'encadrent des figures humaines.
L’ensemble est construit en pierres, les angles et les contreforts sont en pierres de taille.
Plusieurs fenêtres taillées en pierre, sous forme de « claustra » ont été conservées,
La construction s'avère élancée et montre un certain intérêt de son auteur pour les proportions puisque sa hauteur est triple de la largeur de ses nefs.

## Décor sculptée

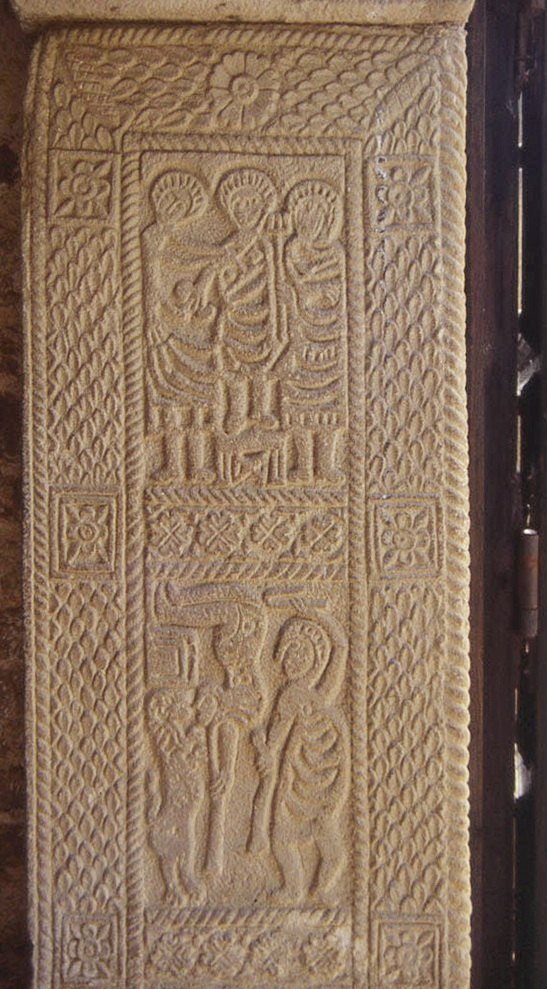
Jambage en relief de la porte d’entrée

Le décor sculpté est particulièrement remarquable et plus spécialement au niveau des jambages de la porte d'entrée, probablement inspirés d'un diptyque consulaire byzantin du VIe siècle, appartenant au consul Areobindo, qui est conservé au Musée de Leningrad. Il présente des scènes de cirque avec un saltimbanque faisant des acrobaties et un dompteur de lions.
Toute la décoration sculptée des jambages (des bases aux chapiteaux) dénote une forte influence byzantine, orientale et y également lombarde.

## Peintures murales
Sont conservés des restes de la décoration picturale murale dans laquelle on peut distinguer deux phases. Celle qui imite l'époque d'Alphonse II le Chaste (791–842) visible à San Julián de los Prados, mais il existe d'autres décorations totalement nouvelles avec une figuration humaine comme sujet principal. Ces fresques sont visibles sur les murs sud et est de la nef.

## Protection
L'église fait l’objet d’un classement en Espagne au titre de bien d'intérêt culturel depuis le 24 janvier 1885.